# Asimina incana
Asimina incana là loài thực vật có hoa thuộc họ Na. Loài này được William Bartram mô tả khoa học đầu tiên năm 1794 dưới danh pháp Annona incana. Năm 1927 Arthur Wallis Exell chuyển nó sang chi Asimina.

## Phân bố
Loài này có tại các bang Georgia và Florida, Hoa Kỳ.